# Emil Morawiec
Emil Morawiec (ur. 14 lipca 1899 w Brzeźnicy - zm. w 1951) – działacz narodowy, powstaniec śląski.
Zorganizował chór i koło Towarzystwa Gimnastycznego "Sokół" w Brzeźnicy. Podczas plebiscytu był członkiem polskiego komitetu plebiscytowego. W III powstaniu śląskim, Był organizatorem i dowódcą 3 kompanii 1 baonu 4 pułku strzelców raciborskich. Dwukrotnie ranny przekazał dowództwo Edmundowi Kusidło. W okresie międzywojennym mieszkał w Rydułtowach gdzie należał do grupy Związku Powstańców Śląskich.

## Odznaczony
Srebrny Krzyż Zasługi (1946)